# パナンペとペナンペ
パナンペ（panampe）とペナンペ（penampe）は、アイヌの口承文芸の一つであるウエペケㇾ（昔話）の登場人物、あるいは彼らが登場するウエペケㇾの1ジャンルである。

## 概要
パナンペは北海道アイヌ語で「パンケ（panke/川下）のほうに居る者」、ペナンペは「ペンケ（penke/川上）のほうに居る者」をそれぞれ意味し、彼らが登場する説話群を「パナンペ　ネワ　ペナンペ　ウエペケル」（panampe-newa-penampe-uwepeker パナンペとペナンペの昔話）と呼ぶ。一方、樺太アイヌ語では、パンカンクㇷ（pankankux/川下の者）、ペンカンクㇷ（penkankux/川上の者）、彼らが登場する説話群はパンカンクㇷ　ペンカンクㇷ　トゥイタㇵ（pankankux-penkankux-tuitax）と呼ぶ。

## 話の構造
基本的にアイヌのウエペケㇾでは、「私はオタスッ村の村長です。ある日…」「私は六人の兄弟と暮らしていました。ある日…」など、主人公が自分自身の体験を語る「一人称」の語りで話が展開される。だがパナンペとペナンペが登場するウエペケㇾでは、「パナンペがいた、ペナンペがいた。ある日…」と、第三者から見た「三人称」の形式で話が展開される。この形式は、「あるところにお爺さんとお婆さんがいました」と、三人称の形式で語られる日本本土の民話同様である。ストーリーは「パナンペが奇抜な方法で富を授かり、ペナンペが真似て大失敗する」展開が基本であり、「花咲か爺」「おむすびころりん」など日本本土の昔話の1ジャンル「隣の爺型」の説話と通じる内容が多い。
そのため子供用の絵本では「正直爺さんと意地悪爺さん」の連想から両者を老いた男性として描いている場合も多い。しかし、実際にはパナンペとペナンペは「老人」と明確に語られておらず、彼らの元にもう一方が美女に変身して嫁入りを装うなど、「未婚の若者」とされる例話もある。
語りの形式は「パナンペが成功し、ペナンペが真似て失敗する」形式のみばかりではなく、「ペナンペとパナンペが夫婦になって幸せに暮らす」「ペナンペとパナンペが神から自身の素性を教えられる」ものなど、独自の形式を取るものも多い。
アイヌの口承文芸の中でパナンペとペナンペの物語は気安く語られるものであり、女性が子どもに語り、子ども同士で教え合う。あるいは幾晩も費やして謡い明かすような壮大なユカㇻ（叙事詩）やオイナ（聖伝）の合間の小休止に、場を和ませ笑いを誘うアクセントとして語られる。アイヌ出身の文学博士・知里真志保は「能の合間の狂言のようなもの」と表現している。

### 成功と失敗型
- パナンペが奇抜な方法で富を授かる

↓
- ペナンペが成功の秘訣を尋ねる。パナンペは正直に答える。

↓
- ペナンペは嫉妬し、悪態をついて嫌がらせをする。[note 1]。[7]

↓
- ペナンペはパナンペを真似るが失敗し、つまらない死に方をする[2]。

#### 幌別村（現在の北海道登別市）の伝承
- パナンペがうっかり小鳥を飲み込み、美しい音の屁をひるようになる。噂を聞いた殿様の前で屁を演じて褒美をもらう。真似たペナンペは殿様の前で屁をひる前にご馳走を食べすぎて腹を壊し、臭い屁をひったため殿や家来から斬りつけられる。何とか脱出したペナンペが全身血まみれで呻き、よろめきながら帰ってくる姿を遠くから見た彼の妻は「ペナンペが高価な赤い小袖を着て、引き出物の重さによろめきながら鼻歌交じりで帰ってくる」と早合点し、家にあった古い着物をすべて焼き捨ててしまった。結局、ペナンペ夫妻は着る物も無く、つまらない死に方をした[8]。（日本民話の「竹切爺」「鳥呑爺」に似る[9]。「血まみれの姿を、赤い着物を着た姿と見間違えた」という結末も、東北地方の民話に見られるものである[10][11]）

- パナンペが冬の川氷に穴を開け、陰茎を差し込むと様々な魚が寄ってきて、大漁になる。真似たペナンペが氷穴に陰茎を差し込むが、大物を狙って辛抱しているうちに穴が凍り付き、閉じ込められる。彼の妻が氷を割ろうと斧を振り下ろすが、誤って陰茎を切断してしまう。ペナンペは一方的に離婚され、つまらない死に方をした[12]。（日本民話「しっぽの釣り」に似る[13]）

- パナンペが陰茎を延ばすと松前の城下町に届いた。松前藩士の妻や商家の妻女がその陰茎を「物干し竿」と間違え、上等の着物や小袖をかける。パナンペは陰茎を縮め、それらを首尾よく盗み取った。ペナンペが真似て松前まで陰茎を延ばすが、それを見た松前の妻女らは「いつかの憎らしい竿が来た！」と、刀や包丁で切り刻んでしまう[14]。結局、ペナンペはつまらない死に方をした。(体の一部分が際限なく伸びる、という意味で日本民話「天狗の葉団扇」に似る[15]）

- パナンペが川に仕掛けた簗に巨大な陰茎が入っていた。彼はその陰茎を口で丁寧にくわえ揚げ、屋内に祀ると宝物が湧きだした。ペナンペの簗にも陰茎が入っていたが、彼はそれを足蹴にして家に運び込む。翌朝、ペナンペの家は「際限なく陰茎が湧きだす」椿事に見舞われ、ペナンペは陰茎の取り片付けに追われるうちに疲れてしまい、つまらない死に方をした[16]。(日本民話「雁取り爺」に似る。この場合、簗に入っていたのは木の根株であり、中から生まれた犬が正直者の爺に幸福をもたらす[17])

- 川で水浴びをしていたパナンペが、ふんどしを流してしまう。追って川を下るうちに川神の屋敷に招かれ、「夜になればここに鬼が集まって博打をする。だから梁の上に隠れ、夜明けごろに鶏の鳴きまねをすればよい」と勧められる。やがて鬼が現れ博打に興じる。梁の上のパナンペは夜が明けるころ「コケッコ」と、一番鷄から三番鷄まで鶏の鳴きまねをすれば、朝を恐れる鬼は逃げ出し、残された金銭を首尾よく持ち帰って金持ちになる。[note 2]。真似たペナンペは断りもなく川神の屋敷に上がり込み、梁の上に隠れる。だが鬼が博打を始めて間もない宵の時刻に鶏の鳴きまねをしたため怪しまれ、正体がばれ、袋叩きにされる。何とか脱出したペナンペが全身血まみれで呻き、よろめきながら帰ってくる姿を遠くから見た彼の妻は「ペナンペが高価な赤い小袖を着て、引き出物の重さによろめきながら鼻歌交じりで帰ってくる」と早合点し、家にあった古い着物をすべて焼き捨ててしまった。結局、ペナンペ夫妻は着る物も無く、つまらない死に方をした[18]。（日本民話「地蔵浄土」に似る[19]）

- パナンペが鬼の仕掛けた罠にかかり、捕らえられて鬼の家に連れ込まれる。パナンペは鬼の留守に6人の小鬼をだまして鬼の宝「自在に広がる皮の小舟」「なんでも切れる刀」「行く手を隠す黒い球」「行く手を照らす白い球」を出させると、刀で小鬼らを皆殺しにして切り刻み、汁物に仕立てて親の鬼に食わせたあげく、皮の小舟で逃げ出す。追う鬼は川の水を飲み干し舟を捕えようとするので、屁をひって鬼を笑わせ水を吐き出させ、黒い球を投げて鬼の行く手をくらませ、首尾よく逃げおおせる。真似たペナンペは小鬼を殺して逃げだすところまでは成功したものの、白い球を投げたため鬼に追いつかれ食われてしまい、つまらない死に方をした[20]。(日本民話「三枚のお札」や、記紀神話における伊弉諾尊の黄泉の国からの逃避譚に似る[21]。また、「鬼の子どもをだまして縛めを解かせ、殺したあげく汁物にして親の鬼に食わせる」パナンペの行いから、かちかち山の「婆汁」との関連も指摘される[22]。)

- パナンペが河原で「死んだふり」をしていたところ、キツネが集まってきて「かわいそうに」と泣き悲しんだ。パナンペはすかさずキツネたちを打ち殺し、大猟になる。真似たペナンペが河原で死んだふりすると、やはりキツネたちが集まってきて泣き悲しむ。すかさずペナンペは起き上って棍棒を振り下ろすが、先日の事件の教訓から遠巻きにしていたキツネたちは引っかからず、反対に「同族の敵」として散々に噛みつかれた[23]。(日本民話「猿地蔵」に似る[24]）

- パナンペが飢えた雌犬に大きな鮭を恵んでやると、犬の一族に招かれて歓待された。帰り際に犬の長から土産物として「金の子犬」「銀の子犬」を提示され、銀の子犬を選んで大切に連れ帰ると、パナンペの家は宝物が湧きだす。真似たペナンペは雌犬に小さな鮭をわざと砂で汚して与え、断りもなく犬の一族の元に押しかけて泊まる。帰り際に金の子犬を選んで虐待しつつ連れ帰ると、ペナンペの家は犬の糞まみれになり、彼は掃除の疲れでつまらない死に方をした。（日本民話「舌切り雀」に似る[25]）

- パナンペが浜に上がっていた鯨の首の虱を取ってあげるふりをして、首の周りの肉を食う。気が付いて怒った鯨に追われたパナンペは狭い谷に逃げ込むと、巨体の鯨は挟まれて身動きが取れなくなりパナンペに捕らえられた。真似たペナンペは鯨に追われて広い谷に逃げ込んだため、鯨に追い詰められ殺されるというつまらない死に方をした[26]。

- パナンペはペナンペをからかおうと企み、美女に変身した。そしてペナンペの留守宅に忍び込み、男の一人暮らしで乱れた室内を掃除し、着物を洗濯し、炉で夕食の支度をした。夕刻になり山から帰ってきたペナンペは大喜びで美女＝パナンペの作った晩飯を食べ、同衾しようと床に誘ったところで正体を現したパナンペにからかわれる。後日、ペナンペは仕返しを企み同様に美女に変身する、パナンペの留守宅を掃除し、食事を作り、帰宅したパナンペと同衾したところで術をかけられ、本物の女性にされてしまった。結局、ペナンペはパナンペの妻となり、夫婦仲よく暮らした[27]。（日本民話「鶴女房」、「蛤女房」の変形とも考えられる[28]）

#### 樺太の伝承
- 川下の者が木の舟と泥の舟を作って鱒漁に行き、それぞれの舟一杯になるほど大漁する。鱒を焚き火で焼いていると熊が現れたので焼き鱒を勧め、食べて眠気に襲われた熊を突き殺して木の舟底に隠す。するとまた熊が現れたので焼き鱒をまず勧めた上で共にマス漁に赴く。川下の者は（先の熊を隠した）木の舟に乗り、熊は泥の舟に乗った。やがて泥舟は溶け崩れ、溺れる熊を川下の者は突き殺し、都合で2頭の熊を得る。川下の者は川上の者に熊肉料理に招待するが、川上の者は悪態をついて断った。川上の者は鱒漁に行き、まず1頭の熊を仕留めて木舟の底に隠す。だが2番目の熊は舟底に隠されていた熊の耳を見つける。「それは皮手袋の片方だ」とごまかすが悟られ、熊に追われる。途中で犬橇作りの爺に逢ったので匿ってもらうが、自分で「ホシキノ　キラ　フムポー」（先に逃げたよ）と口に出してしまい、囚われて半殺しにされる。熊に「まだ生きているか」と問われ「まだ生きている」とうっかり正直に答えたため、本当に殺されてしまった[29]。

- 川下の者が川でフグを釣り、生きたまま箱の中に収めて樹の上に縛り付け、その真下に竹串を立て、大声で泣いた。泣き声を聞きつけた熊が「お前はなぜ泣いているのだ？」と訊くので「あの木の上の箱をどうやって降ろしていいかわからない」と答える。熊は木に登って箱を覗き込んだところがバランスを崩して転落し、竹串に串指しになった。こうして、川下の者は大熊を得た。それを知った川上の者はフグを釣り、すでに死んだフグを箱に収めて樹の上に掲げ、下に竹串を仕掛けた。熊が興味を覚えて昇って覗き込んだが、すでに死んだフグを見て怒り、木を降りて川上の者を猛烈に追いかける。逃げる川上の者は狐穴にもカワウソ穴にも隠れず鼠穴に隠れようとしたところを捕えられて責められ、熊に「まだ生きているか」と問われ「まだ生きている」とうっかり正直に答えたため、本当に殺されてしまった。翌日、薪を取りに行った川下の者は川上の者の死体を見つけ、木の株にもたせかけると川上の者の妻に言った。「お前の亭主は山で大猟しているよ。はやく荷縄を持っていきなさい」。川上の者の妻は大喜びで古着を焼き捨て、山に行ってみると川上の者が赤い小袖を着て鼻歌を歌っていた。大喜びで駆け寄ってみると、夫は全身血まみれ遺体で、鼻歌と思ったのは群れる蠅の羽音だった[30]。

- 川下の者は妻にエゾエンゴサクの根とオオウバユリの根で料理を作らせた。そして浜に出て妻を仰向けにして、「真ん中の穴」を残してすべて生き埋めにした上、真ん中の穴に料理を盛り付けて自分だけで家に帰った。浜にはトンチトンチ（コロポックルのこと）が現れ、米や酒樽、斧などの荷を積んだ舟を陸揚げしているうちに料理を盛り付けた穴を発見する。皆で料理を食べ、最後に穴を指でさすると[note 3]、穴はうごめいた。トンチトンチは「穴がうごめく、化け穴だ！」とおののき、荷を放り出して逃げ散った。翌日、川下の者は妻を砂から掘り出し、残された荷を夫婦で家に運びこんだ。これを知った川上の者は悪態をついた上で、自分も妻に料理を作らせ、妻を生き埋めにして「真ん中の穴」に料理を盛り付けた。そこへトンチトンチたちが舟で来たが、先刻のこともあるので荷を陸揚げせず、用心しながら料理を食べた。そして最後に穴をさするとやはりうごめいたので、恐れて逃げ出した。結局、川上の者夫婦は料理を食い逃げされただけだった[31]。

### 二人の素性
- 狼神が「金のエゾマツを伐り倒した者を、わしの妹と結婚させよう」との触れを出す。様々な神が挑戦するが、だれも成功しなかった。これを聞きつけたパナンペとペナンペが二人連れ立って赴くが、ペナンペは旅の疲れで死に、パナンペも死にかけながらようやく現地にたどり着く。するとみすぼらしい老人が現れ、パナンペを山中の小屋に招いた。老人が土間の土を鍋に入れて炊くと魚に変わり、自身の虱を集めて炊くと米に変わった。パナンペが魚と飯を勧められるままに食べると、爺は黄金のエゾマツの話を持ち出し「俺たちも試してみよう」と、錆びた斧や鋸を手に出立した。山の頂上には噂通りに巨大な金のエゾマツがそびえ、多くの神々が山のように集まって伐採作業に励むが、みな斧や鋸を壊すばかり。神々らはみすぼらしい爺とパナンペを嘲笑するが、爺とパナンペは共同で伐採作業に成功する。後日、爺とパナンペの元に狼神の妹が嫁入りする。彼女はみすぼらしい爺の姿に不満を述べ、爺は土間の土を魚に変えて彼女に勧めるが、彼女は食べようともしない。そんなある日、パナンペが夜半に目覚めると小屋が宝物に満たされた豪邸に変わっていた。家の主人席には靄が立ち込め、厳かな声がする。「わしは天空から人間を治めるため降ろされた神である。そなたはわしと共に人間を治めるため天から降ろされた人間だろう。だから、身内のないわしの、身内になってほしい。それゆえ、そなたがわしのところに来るよう取り計らったのだ。わしは別に、狼神の妹と結婚したかったわけではない。だからそなたが狼神の妹をめとって、親しく親戚付き合いしよう。そして、これからはパナンペではなくサマイクㇽ[note 4]と名乗るがよい（1932年、日高の沙流川流域、門別村新平賀在住・平賀エテノア媼の語りを久保寺逸彦が採録[32]）。

- パナンペが金のエゾマツに上って四方を見渡すと、アイヌモシㇼもシサㇺモシㇼ（和人の国、本州のこと）も見渡せる。彼が木から降りて家人にその美しさを語ると、それを立ち聞きしていたペナンペが同じように金のエゾマツに上る。すると下のほうからオキクルミとヤオシケㇷ゚カムイ（網を作る者＝蜘蛛の神）も上ってくる。ペナンペがいたずら心で木をゆすぶると、両者は木から転落した。ペナンペは山中に逃げ、魔神の老夫婦に助けを求めた。だがオキクルミに見破られ、捕らえらえれて木の上に縛り上げられ、宙づりにされる。そのまま数年間放置されたあげく、マカオタリ（後ろへひっくり返るの意。ミミズクのこと）に変えられた。枝にとまろうとすればひっくり返って留まることもできず、地面に座ろうとしてもひっくり返って収まりどころがない。だからマカオタリを見た物は不幸になるか、死ぬ[33]（1932年、日高の沙流川流域、門別村新平賀在住・平賀エテノア媼の語りを久保寺逸彦が採録[34]）。

- パナンペとペナンペが犬を連れて狩りに出て、大熊に出会った。二人は熊に追われて海に飛び込み、泳いで逃げるうちに犬がおぼれ死に、熊も溺れ死に、2人は泳ぎ疲れるうちにどこかの島に流れ着いた。ふと気が付くと、2人はコタンカルカムイ[note 5]（国造りの神）の館にいた。コタンカルカムイは語る。「自分は国造りの神だが、その昔に国土を築き、禽獣に草木も作り終えて煙草で一服していた折、二つまみの煙草を落としてしまった。神の煙草を地上で腐らせるのはもったいないので、上手に落ちたものをペナンペ、下手に落ちたものをパナンペとして命を与えた[note 6]。そして俺の糞は犬に変えてお前たちに飼わせた。本来、熊を狩る時には火の神を通じて名乗りを上げて客として迎えなければならないのに、お前たちは無言で狩ろうとした。だから熊は怒ってお前たちを追ったのだ。そして犬はもともと糞ゆえ、泳ぐうちに海水に溶けてしまった。これから熊を狩る際は、必ず名乗りを上げて客として迎えるように」。2人は神から歓待され、土産を持たされて帰宅した。そして、それからは自分たちの素性を名乗って熊を狩り、裕福に暮らした[35]。

- 俺は川上の者で、一人きりで暮らしていた[note 7]。ある時「川下の者が山の神（ここでは、山の神はキムンカムイ＝ヒグマを意味する）の留守宅に忍び込み、宝物を盗み取ってよい暮らしをしている」という噂を聞きつけた。「川下の者にできるなら俺でもできるだろう」と考え、山の神の留守宅に忍び込んで宝物を盗み出したところを見とがめられ、海に飛びこむも山の神に捕らえられ、半殺しの目に遭わされる。そのまま波間を漂っているうちに島に流れ着き、生まれた時から身寄りもない自身の身の上を情けなく嘆いていた。すると島の山上から流れてきた靄が、立派な男神に姿を変えた。男神は豪華な小袖を俺に着せて、刀を授けて俺を神のような姿に変えると「弟よ！」と叫びつつ俺を抱きしめ、語る。「俺たちの父は熱病の神だった。あるとき人間界で仕事をするうちにウラシペッ村の長の妹を見初めた。その思いだけで長の妹は身ごもり、子を産んだ。その子がお前だ。だが誰の子か人にも神にもわからないので、ただ『川上の者』と呼ばれていたのだ。父もすっかり老いて神の国に引きこもり、昔のことを忘れてしまったが、この度お前を見つけた。これからは2人で暮らそうではないか」。とたんに俺にも神の力が備わり、実母であるというウラシペッ村の長の妹や神の国も見渡せるようになった。それからは兄と2人、神の国で人間界の母を見守りつつ、楽しく暮らしている、と川上の者が語った[36]。